# Fontaine du Piermarini
La fontaine du Piermarini (en italien : Fontana del Piermarini) est une fontaine de la ville de Milan en Italie, située piazza Fontana.

## Histoire

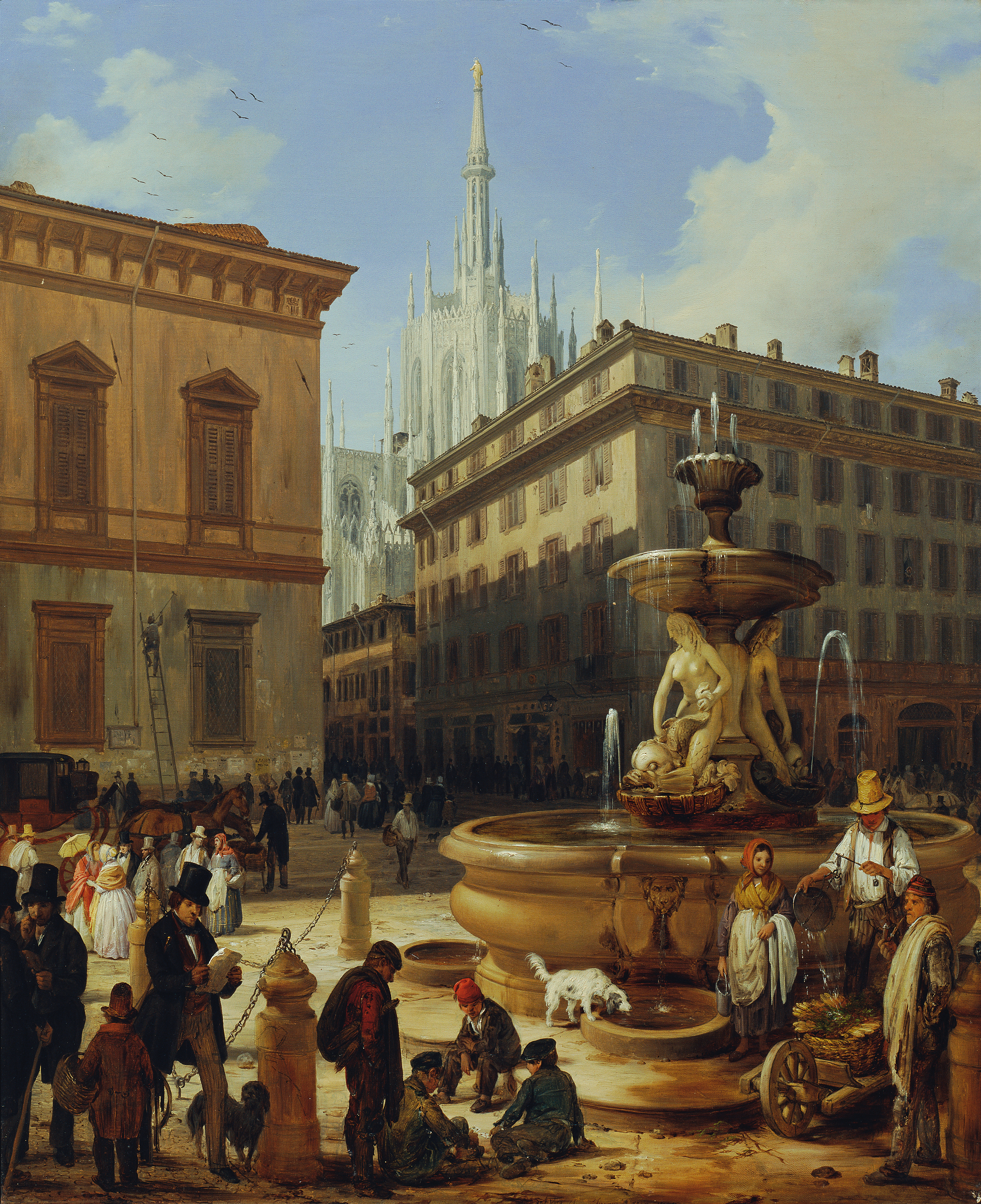
La fontaine du Piermarini représentée dans une peinture d'Angelo Inganni

La fontaine, commandée par Carlo Giuseppe di Firmian, plénipotentiaire de Marie-Thérèse d’Autriche, et conçue par l'architecte Giuseppe Piermarini dans le cadre du réaménagement de la zone, est inaugurée le 15 août 1782,, bien qu'inachevée. Les deux sirènes en marbre, sculptées par Giuseppe Franchi et connues populairement sous le nom de Teodolinde, sont ajoutées l'année suivante. La construction de la fontaine prend beaucoup de temps en raison de difficultés techniques liées à l'acheminement de l’eau depuis la rivière Seveso : la pente insuffisante rend un écoulement direct impossible. Piermarini résout le problème en abaissant la fontaine en dessous du niveau de la place et en installant une pompe près de la Via delle Ore. Elle est considérée comme la première fontaine de Milan.

## Description
Située au centre de la Piazza Fontana, la fontaine est réalisée en granit rose de Baveno et se compose de trois bassins superposés de taille décroissante. L’eau s’écoule du bassin supérieur dans le bassin intermédiaire, qui repose sur un groupe sculptural représentant deux créatures semblables à des dragons portant les sirènes. Elle descend ensuite dans le grand bassin inférieur, avant de jaillir par quatre jets dans quatre petits bassins situés au niveau du sol.